# Pack Up the Plantation: Live!
Pack Up the Plantation: Live! är ett livealbum av Tom Petty & the Heartbreakers, utgivet 1985. Merparten av albumet är inspelat under två konserter i Wiltern Theatre, Los Angeles i augusti 1985, men det innehåller också inspelningar från tidigare turnéer.

## Låtlista
Låtarna skrivna av Tom Petty, där inget annat namn anges.
1. "So You Want to Be a Rock 'n' Roll Star" (Chris Hillman, Roger McGuinn) – 3:30
2. "Needles and Pins" (Sonny Bono, Jack Nitzsche) – 2:23
3. "The Waiting" – 5:08
4. "Breakdown" – 7:43
5. "American Girl " – 3:50
6. "It Ain't Nothin' to Me" (Tom Petty, David A. Stewart) – 6:05
7. "Insider" – 5:16
8. "Rockin' Around (With You)" (Tom Petty, Mike Campbell) – 3:20
9. "Refugee" (Tom Petty, Mike Campbell) – 5:22
10. "I Need to Know" - 2:30
11. "Southern Accents" – 5:20
12. "Rebels" – 6:10
13. "Don't Bring Me Down" (Gerry Goffin, Carole King) – 3:40
14. "You Got Lucky" (Tom Petty, Mike Campbell) - 4:20
15. "Shout" (O'Kelly Isley, Ronald Isley, Rudolph Isley) – 9:30
16. "Stories We Could Tell" (John Sebastian) – 3:55